# 中内靖
中内靖（なかうち やすし、1963年（昭和38年）10月23日 - ）は、日本のロボット研究者。慶應義塾大学博士（工学）。防衛大学校を経て筑波大学大学院システム情報工学研究科教授。2024年4月より、筑波大学副学長（産学連携担当）・国際産学連携本部長。専門はヒューマンインタフェース、ロボティクス、空間知能化技術。見守り・監視システムやIoTデバイス、環境モニタリングシステム「スマートワトソン君」、水中ドローンなどを手掛ける。代表取締役として株式会社空間知能化研究所を起業し、社名変更した株式会社FullDepthでは取締役会長を務める。「Future Convenience Store Contest」の創設にも携わり、組織委員会の副委員長を務め、自身の研究室からも出場している。「Sensing Solution Ideathon Hackathon」を実行委員長として創設。

## 来歴・人物
1988年、慶應義塾大学理工学部電気工学科を卒業。安西祐一郎のもとで研究に取り組み、1993年大学院計算機科学専攻で博士課程を修了。博士（工学）の学位を取得する。同年、防衛大学校機械工学教室助手に就任し、翌年講師に昇進。制御工学を専門とする森泰親のもとで自律移動ロボットの研究に取り組む。1998年から1999年には、カーネギーメロン大学で客員研究員を務める
2003年、筑波大学に異動。調理支援や各種モニタリング機器の開発に取り組む。ランドセルにGPS、カメラ、加速度センサーを搭載した「安心ランドセル」を開発。また、高齢者向けに薬の飲み間違いを防ぐシステムを開発。
2011年、日本ロボット学会でフェローに認定。つくばチャレンジ委員会でも委員に加わる。また、2014年から2015年度にかけて、計測自動制御学会でシステムインテグレーション部門長を務める。つくば市で実証試験を行った環境モニタリングシステム「スマートワトソン君」の共同開発にも携わり、服薬の指導や支援を行うインテリジェント・コップやシステムの開発を行う。
2014年、「株式会社空間知能化」を代表取締役として起業。後に取締役会長に就任（現在の代表取締役は吉賀智司）。同社は2016年にスカパーJSATと連携し、水中ドローンによる海中事業者向けの事業を展開。2018年には「株式会社FullDepth」に社名変更し、内閣府の「オープンイノベーションチャレンジ2017」に認定。2018年6月に水中ドローンサービスを開始し、深海1,000メートルへの到達を実現。
首都大学東京の和田一義とともに2016年より「Future Convenience Store Contest」を企画し、組織委員会の副委員長を務める。このコンテストは後に「World Robot Summit」に組み込まれ、2017年に開催された「Future Convenience Store Callenge」には中内研究室も出場。マニピュレータ付きの移動ロボットタイプと異なり、中内研究室は唯一、棚が可動するタイプに挑戦した。
「Sensing Solution Ideathon Hackathon」を実行委員長として創設。
2024年4月より、筑波大学副学長（産学連携担当）・国際産学連携本部長。

## 社会的活動
（学術団体）
- 計測自動制御学会 - フェロー（2016年認定）[34]
- 日本ロボット学会 - フェロー（2011年認定）[35]
- 日本機械学会
- 人工知能学会
- IEEE
- ACM

（ロボット競技会）
- つくばチャレンジ委員会 - 委員[21]
- FUTURE CONVENIENCE STORE CONTEST組織委員会 - 副委員長[3][32]

### 学位論文
- 『マルチエージェント・フレームワークに基づく協調作業支援システムに関する研究』慶應義塾大学博士学位論文（甲第1224号）、1993年3月23日、NAID 500000093880。

### 著書
（分担執筆）
- 『新版 情報処理ハンドブック』情報処理学会 編、オーム社、1995年、ISBN 4274078329。
- 『認知科学辞典』日本認知科学会 編、共立出版、2002年、ISBN 432009445X。
- 『新版ロボット工学ハンドブック』日本ロボット学会 編、コロナ社、2005年、ISBN 4339045764。
- 『ロボット情報学ハンドブック』松原仁、松野文俊、稲見昌彦、野田五十樹、大須賀公一 編 、ナノオプトニクス・エナジー出版局、2010年、ISBN 978-4764955073。
- 『今日、僕の家にロボットが来た。 未来に安心をもたらすロボット幸学との出会い』上出寛子、新井健生、福田敏男 編著、北大路書房、2019年、ISBN 978-4762830792。

### 学会誌解説
- 「ヒューマン・群知能ロボット・インタフェースシステム ―人間とロボットの協調について―」、『計測と制御』第31巻第11号、1992年、1167-1172頁。安西祐一郎との共著。
- 「調理作業の予測と支援」、『日本機械学会誌』第109巻第1056号、2006年、880-882頁。
- 「空間知におけるセマンティック行動認識」『計測と制御』第48巻第12号、2009年、846-851頁。
- 「料理を作る」、『電子情報通信学会誌』、2010年1月、39-47頁[注釈 3]。
- 「安心ランドセルで子供を守る」．『応用物理学』第80巻第1号、2011年1月、56-59頁。梅澤伊織、長谷川孔明との共著。
- 「システムインテグレーション分野の構想」、『計測と制御』第50巻第8号、2011年8月、747-750頁。水川真、福田敏男、西村修との共著。
- 「SICEと私《第11回》SICEとともに歩んだ25年間」、『計測と制御』第56巻第11号、2017年、888-889頁。
- 「棚そのものをロボット化した品出し・廃棄処理　筑波大学HRI-Labチームによるアプローチ」、『計測と制御』第57巻第12号、2018年、900-901頁。

## 知的財産
（登録特許）
- 特許第5263742号「服用者を見守る服薬確認システム」（発明者 - 鈴木拓央 、中内靖、特許権者 - 国立大学法人筑波大学、2009年1月26日出願、2013年5月10日登録）
- 特許第6029061号「収納ケース、収納ケース設計装置、物品管理システム、収納ケース設計方法、及び物品管理方法」（発明者 - 中内靖、鈴木拓央、加藤義隆、鈴木大介、特許権者 - 国立大学法人筑波大学、2012年12月14日出願、2016年10月28日登録）}
- 特許第6501634号「測定情報処理システム、データ収集装置、および測定情報処理方法」（発明者 - 吉原潤、柳澤泰男、中内靖、伊藤昌平、特許権者 - 株式会社インテグラル、2015年6月8日出願、2019年3月29日登録）

（出願特許）
- 特開2010213367「ユビキタスセンサとインテリジェントテーブルタップによる省エネシステム」（発明者 - 塚原みな、中内靖、出願人 - 筑波大学、2009年3月6日出願）
- 特開2010237781「監視用撮像装置及び監視用撮像システム」（発明者 - 谷川民生、中内靖、出願人 - 産業技術総合研究所、筑波大学、2009年3月30日出願）
- 特開2013075032「調理器具、及び調理器具システム」（発明者 - 中内靖、和田有史、根井大介、出願人 - 国立大学法人筑波大学、国立研究開発法人農業・食品産業技術総合研究機構、2011年9月30日出願）
- 特開2017216006「見守り支援装置」（発明者 - 三宅徳久、伊藤惠司、矢ノ倉敏巳、中内靖、出願人 - パラマウントベッド株式会社、システム・プロダクト株式会社、株式会社ジェネシス、中内靖、2017年8月10日出願、拒絶査定）